# Böblingen
Böblingen(bøːblɪŋən) là một thị trấn ở Baden-Württemberg, Đức.